# Carlo Zaccagnini
Carlo Zaccagnini (Roma, 1º luglio 1913 – Roma, 24 marzo 1944) è stato un partigiano e avvocato italiano, vittima dell'eccidio delle Fosse Ardeatine, medaglia d'oro al valor militare alla memoria.

## Biografia
Nato a Roma, in via Monserrato, era figlio di Leopoldo,  insegnante e di Grazia Emma Bondì.
Tenente di complemento di fanteria, nel 1940 fu chiamato alle armi e mandato in Africa Settentrionale. Ferito gravemente, nel maggio del 1941 fu congedato e rimandato in Italia come invalido di guerra. Dopo l'8 settembre fu tra i primi che s'impegnarono nella lotta clandestina a Roma, dove fondò, insieme all'avvocato Placido Martini, l'Unione nazionale della democrazia italiana, un movimento di tendenza liberale, che fece presto proseliti negli ambienti forensi e militari della capitale. Zaccagnini con il suo gruppo, oltre che nell'attività politica, s'impegnò anche nell'azione partigiana, riuscendo a liberare giovani antifascisti caduti in mano ai tedeschi. Quelli dell'UNDI, in seguito a delazione, caddero tutti nelle mani dei fascisti. Zaccagnini, rinchiuso nella prigione di via Tasso, vi fu sottoposto per due mesi a tortura, senza mai rivelare nulla ai suoi aguzzini, che se ne liberarono portando lui e i suoi compagni di lotta alle Fosse Ardeatine, quando fu decisa la strage.
Carlo Zaccagnini fu membro della Massoneria.

Una Stolperstein è stata posta in sua memoria davanti al portone della sua abitazione, in via Arenula 41, in occasione della Giornata della Memoria 2021.

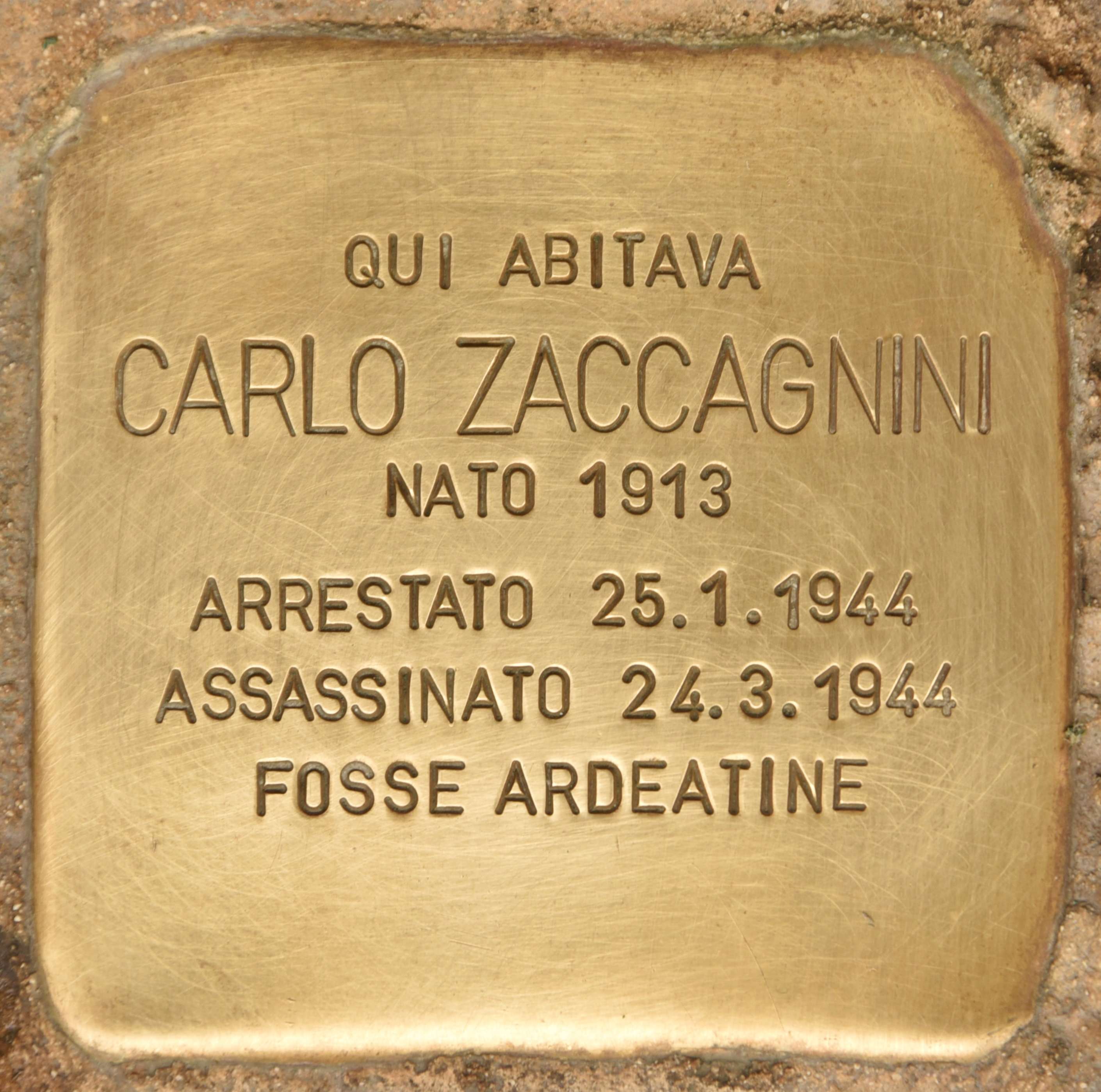
Pietra d'inciampo per Carlo Zaccagnini